# Ingelstads och Järrestads domsagas valkrets
Ingelstads och Järrestads domsagas valkrets var vid riksdagsvalen till andra kammaren 1866–1908 en egen valkrets med ett mandat. Valkretsområdet motsvarade Ingelstads och Järrestads härader, som vid den här tiden hade en gemensam domsaga. År 1911 gick valkretsen upp i den nybildade Kristianstads läns sydöstra valkrets.

## Riksdagsmän
- Ola Lasson, lmp (1867–1872)
- Lasse Jönsson, lmp före 1888, nya lmp 1888–1894, lmp 1895–1897 (1873–30/1 1897)
- Esbjörn Persson, lmp 1897–1905, nfr 1906–1911 (23/2 1897–1911)

## Valresultat

### 1896
| Andrakammarvalet i Sverige 1896: Ingelstads och Järrestads domsagas valkrets | Andrakammarvalet i Sverige 1896: Ingelstads och Järrestads domsagas valkrets | Andrakammarvalet i Sverige 1896: Ingelstads och Järrestads domsagas valkrets | Andrakammarvalet i Sverige 1896: Ingelstads och Järrestads domsagas valkrets | Andrakammarvalet i Sverige 1896: Ingelstads och Järrestads domsagas valkrets |
| Kandidat                                                                     | Kandidat                                                                     | Röster                                                                       | Röster                                                                       | Röster                                                                       |
| Kandidat                                                                     | Kandidat                                                                     | Antal                                                                        | %                                                                            | +− %                                                                         |
| ---------------------------------------------------------------------------- | ---------------------------------------------------------------------------- | ---------------------------------------------------------------------------- | ---------------------------------------------------------------------------- | ---------------------------------------------------------------------------- |
|                                                                              | Lasse Jönsson                                                                | 680                                                                          | 57,7                                                                         |                                                                              |
|                                                                              | Per Henrikxon (FP)                                                           | 491                                                                          | 41,7                                                                         |                                                                              |
|                                                                              | Övriga kandidater                                                            | 7                                                                            | 0,6                                                                          | —                                                                            |
| Antal giltiga röster                                                         | Antal giltiga röster                                                         | 1178                                                                         |                                                                              |                                                                              |
| Kasserade röster                                                             | Kasserade röster                                                             | 2                                                                            |                                                                              |                                                                              |
| Totalt                                                                       | Totalt                                                                       | 1180                                                                         |                                                                              |                                                                              |

- Valdeltagandet var 42,4%.
- Den valde riksdagsmannen avled dock kort senare,
varefter ett fyllnadsval fick hållas.

| Fyllnadsval i Sverige 1897: Ingelstads och Järrestads domsagas valkrets | Fyllnadsval i Sverige 1897: Ingelstads och Järrestads domsagas valkrets | Fyllnadsval i Sverige 1897: Ingelstads och Järrestads domsagas valkrets | Fyllnadsval i Sverige 1897: Ingelstads och Järrestads domsagas valkrets | Fyllnadsval i Sverige 1897: Ingelstads och Järrestads domsagas valkrets |
| Kandidat                                                                | Kandidat                                                                | Röster                                                                  | Röster                                                                  | Röster                                                                  |
| Kandidat                                                                | Kandidat                                                                | Antal                                                                   | %                                                                       | +− %                                                                    |
| ----------------------------------------------------------------------- | ----------------------------------------------------------------------- | ----------------------------------------------------------------------- | ----------------------------------------------------------------------- | ----------------------------------------------------------------------- |
|                                                                         | Esbjörn Persson                                                         | 524                                                                     | 35,2                                                                    |                                                                         |
|                                                                         | Per Henrikxon (FP)                                                      | 502                                                                     | 33,8                                                                    |                                                                         |
|                                                                         | Lasse Olsson                                                            | 393                                                                     | 26,4                                                                    |                                                                         |
|                                                                         | Sven Lindgren                                                           | 15                                                                      | 1,0                                                                     |                                                                         |
|                                                                         | Övriga kandidater                                                       | 53                                                                      | 3,6                                                                     | —                                                                       |
| Antal giltiga röster                                                    | Antal giltiga röster                                                    | 1487                                                                    |                                                                         |                                                                         |
| Kasserade röster                                                        | Kasserade röster                                                        | 60                                                                      |                                                                         |                                                                         |
| Totalt                                                                  | Totalt                                                                  | 1547                                                                    |                                                                         |                                                                         |

Valet ägde rum den 23 februari 1897. Valdeltagandet var 55,5%.

### 1899
| Andrakammarvalet i Sverige 1899: Ingelstads och Järrestads domsagas valkrets | Andrakammarvalet i Sverige 1899: Ingelstads och Järrestads domsagas valkrets | Andrakammarvalet i Sverige 1899: Ingelstads och Järrestads domsagas valkrets | Andrakammarvalet i Sverige 1899: Ingelstads och Järrestads domsagas valkrets | Andrakammarvalet i Sverige 1899: Ingelstads och Järrestads domsagas valkrets |
| Kandidat                                                                     | Kandidat                                                                     | Röster                                                                       | Röster                                                                       | Röster                                                                       |
| Kandidat                                                                     | Kandidat                                                                     | Antal                                                                        | %                                                                            | +− %                                                                         |
| ---------------------------------------------------------------------------- | ---------------------------------------------------------------------------- | ---------------------------------------------------------------------------- | ---------------------------------------------------------------------------- | ---------------------------------------------------------------------------- |
|                                                                              | Esbjörn Persson                                                              | 563                                                                          | 82,7                                                                         | ▲47,5                                                                        |
|                                                                              | Bengt Oléen (frisinnad)                                                      | 41                                                                           | 6,0                                                                          |                                                                              |
|                                                                              | Övriga kandidater                                                            | 77                                                                           | 11,3                                                                         | —                                                                            |
| Antal giltiga röster                                                         | Antal giltiga röster                                                         | 681                                                                          |                                                                              |                                                                              |
| Kasserade röster                                                             | Kasserade röster                                                             | 7                                                                            |                                                                              |                                                                              |
| Totalt                                                                       | Totalt                                                                       | 688                                                                          |                                                                              |                                                                              |

Valet ägde rum den 19 augusti 1899. Valdeltagandet var 22,9%.

### 1902
| Andrakammarvalet i Sverige 1902: Ingelstads och Järrestads domsagas valkrets | Andrakammarvalet i Sverige 1902: Ingelstads och Järrestads domsagas valkrets | Andrakammarvalet i Sverige 1902: Ingelstads och Järrestads domsagas valkrets | Andrakammarvalet i Sverige 1902: Ingelstads och Järrestads domsagas valkrets | Andrakammarvalet i Sverige 1902: Ingelstads och Järrestads domsagas valkrets |
| Kandidat                                                                     | Kandidat                                                                     | Röster                                                                       | Röster                                                                       | Röster                                                                       |
| Kandidat                                                                     | Kandidat                                                                     | Antal                                                                        | %                                                                            | +− %                                                                         |
| ---------------------------------------------------------------------------- | ---------------------------------------------------------------------------- | ---------------------------------------------------------------------------- | ---------------------------------------------------------------------------- | ---------------------------------------------------------------------------- |
|                                                                              | Esbjörn Persson                                                              | 582                                                                          | 75,1                                                                         | ▼7,6                                                                         |
|                                                                              | Jöns Wallin (liberal)                                                        | 118                                                                          | 15,0                                                                         |                                                                              |
|                                                                              | Övriga kandidater                                                            | 86                                                                           | 10,9                                                                         | —                                                                            |
| Antal giltiga röster                                                         | Antal giltiga röster                                                         | 786                                                                          |                                                                              |                                                                              |
| Kasserade röster                                                             | Kasserade röster                                                             | 7                                                                            |                                                                              |                                                                              |
| Totalt                                                                       | Totalt                                                                       | 793                                                                          |                                                                              |                                                                              |

Valet ägde rum den 13 september 1902. Valdeltagandet var 26,4%.

### 1905
| Andrakammarvalet i Sverige 1905: Ingelstads och Järrestads domsagas valkrets | Andrakammarvalet i Sverige 1905: Ingelstads och Järrestads domsagas valkrets | Andrakammarvalet i Sverige 1905: Ingelstads och Järrestads domsagas valkrets | Andrakammarvalet i Sverige 1905: Ingelstads och Järrestads domsagas valkrets | Andrakammarvalet i Sverige 1905: Ingelstads och Järrestads domsagas valkrets |
| Kandidat                                                                     | Kandidat                                                                     | Röster                                                                       | Röster                                                                       | Röster                                                                       |
| Kandidat                                                                     | Kandidat                                                                     | Antal                                                                        | %                                                                            | +− %                                                                         |
| ---------------------------------------------------------------------------- | ---------------------------------------------------------------------------- | ---------------------------------------------------------------------------- | ---------------------------------------------------------------------------- | ---------------------------------------------------------------------------- |
|                                                                              | Esbjörn Persson                                                              | 576                                                                          | 72,7                                                                         | ▼2,4                                                                         |
|                                                                              | Johan Svensson (liberal)                                                     | 203                                                                          | 25,6                                                                         |                                                                              |
|                                                                              | Övriga kandidater                                                            | 13                                                                           | 1,7                                                                          | —                                                                            |
| Antal giltiga röster                                                         | Antal giltiga röster                                                         | 792                                                                          |                                                                              |                                                                              |
| Kasserade röster                                                             | Kasserade röster                                                             | 7                                                                            |                                                                              |                                                                              |
| Totalt                                                                       | Totalt                                                                       | 799                                                                          |                                                                              |                                                                              |

Valet ägde rum den 16 september 1905. Valdeltagandet var 23,9%.

### 1908
| Andrakammarvalet i Sverige 1908: Ingelstads och Järrestads domsagas valkrets | Andrakammarvalet i Sverige 1908: Ingelstads och Järrestads domsagas valkrets | Andrakammarvalet i Sverige 1908: Ingelstads och Järrestads domsagas valkrets | Andrakammarvalet i Sverige 1908: Ingelstads och Järrestads domsagas valkrets | Andrakammarvalet i Sverige 1908: Ingelstads och Järrestads domsagas valkrets |
| Kandidat                                                                     | Kandidat                                                                     | Röster                                                                       | Röster                                                                       | Röster                                                                       |
| Kandidat                                                                     | Kandidat                                                                     | Antal                                                                        | %                                                                            | +− %                                                                         |
| ---------------------------------------------------------------------------- | ---------------------------------------------------------------------------- | ---------------------------------------------------------------------------- | ---------------------------------------------------------------------------- | ---------------------------------------------------------------------------- |
|                                                                              | Esbjörn Persson                                                              | 1 063                                                                        | 61,8                                                                         | ▼10,9                                                                        |
|                                                                              | Ludvig Persson (frisinnad)                                                   | 653                                                                          | 38,0                                                                         |                                                                              |
|                                                                              | Övriga kandidater                                                            | 4                                                                            | 0,2                                                                          | —                                                                            |
| Antal giltiga röster                                                         | Antal giltiga röster                                                         | 1 720                                                                        |                                                                              |                                                                              |
| Kasserade röster                                                             | Kasserade röster                                                             | 10                                                                           |                                                                              |                                                                              |
| Totalt                                                                       | Totalt                                                                       | 1 730                                                                        |                                                                              |                                                                              |

Valet ägde rum den 6 september 1908. Valdeltagandet var 47,6%.